# Trnava Cabunska
Trnava Cabunska – wieś w Chorwacji, w żupanii virowiticko-podrawskiej, w gminie Suhopolje. W 2011 roku liczyła 42 mieszkańców.